# Sơn nguyên Armenia
Sơn nguyên Armenia (tiếng Armenia: Հայկական Բարձրաւանդակ; tiếng Nga: Армянское нагорье) là sơn nguyên ở giữa và cao hơn cả trong 3 cao nguyên không giáp biển ở phía bắc khu vực Trung Đông. Phía tây của nó là cao nguyên Anatolia thấp dần về phía bờ biển Aegea. Phía đông nam của nó là sơn nguyên Iran. Độ cao trung bình của sơn nguyên Armenia là từ 1.000 đến 2.000 mét, rộng khoảng 400.000 km².
Đây là sơn nguyên có nhiều núi lửa. Hoạt động của núi lửa để lại nhiều hồ, trong đó 3 hồ lớn nhất là hồ Sevan, hồ Van và hồ Urmia.
Các quốc gia có lãnh thổ trên sơn nguyên Armenia là Thổ Nhĩ Kỳ (Vùng Đông Anatolia), Gruzia (miền nam của nước này), Iran (miền tây bắc), Azerbaijan (miền tây), và Armenia (toàn bộ nước này).
Những đỉnh núi cao nhất trên sơn nguyên Armenia là:
| Thứ tự | Tên núi         | Độ cao tuyệt đối | Vị trí          |
| ------ | --------------- | ---------------- | --------------- |
| 1      | Núi Ararat      | 5.165 m          | Iğdır           |
| 2      | Núi Aragats     | 4.095 m          | Aragatsotn      |
| 3      | Núi Süphan      | 4.058 m          | Bitlis          |
| 4      | Núi Qapichigh   | 3.906 m          | Ordubad, Syunik |
| 5      | Núi Azhdahak    | 3,597 m          | Gegharkunik     |
| 6      | Núi Kezelboghaz | 3.594 m          | Syunik          |
| 7      | Núi Artos       | 3.515 m          | Van             |